# Bleitellurid
Bleitellurid ist eine anorganische chemische Verbindung des Bleis aus der Gruppe der Telluride.

## Vorkommen
Bleitellurid kommt natürlich in Form des Minerals Altait vor.

## Gewinnung und Darstellung
Bleitellurid kann durch Reaktion von Blei mit Tellur oder einer kochenden Lösung von Blei(II)-Salzen mit Tellurpulver gewonnen werden.

## Eigenschaften
Bleitellurid ist ein grauer spröder kristalliner Feststoff, der unlöslich in Wasser ist. Er ist ein Halbleiter und besitzt die kubische Natriumchlorid-Struktur mit der Raumgruppe Fm3m (Raumgruppen-Nr. 225).

## Verwendung
Bleitellurid wird als Thermoelement in einem Temperaturbereich von 200 bis 600 °C verwendet.